# Max Aguilera-Hellweg
Pour les articles homonymes, voir Aguilera.
Max Aguilera-Hellweg, né en 1955, est un photographe et réalisateur américain. Il a aussi suivi des études de médecine et a été diplômé en 2004 de l'Université Tulane.
Il a été photoreporter pendant 20 ans, et a travaillé en particulier pour Fortune, Time, Esquire, Rolling Stone, GEO, Stern, Discover, Scientific American, Newsweek, the Washington Post Magazine, the Los Angeles Times Magazine, the New York Times Magazine, Texas Monthly, the New Yorker et le National Geographic,.
Certaines de ses photos sont exposées au Museum of Modern Art de New York. Il a remporté le World Press Photo pour son ouvrage Le cœur sacré, Un atlas chirurgical du corps humain, et a été primé lors des Rencontres d'Arles en 2006.

## Publications
- 1983 : Breaking 100, portraits et interview de centenaires
- 2006 : Le cœur sacré, Un atlas chirurgical du corps humain[5].

## Documentaire
- Au cœur des robots, Arte[6],[7]